# Avro Shackleton
Avro Shackleton byl britský námořní hlídkový a protiponorkový letoun dlouhého doletu, který používalo Royal Air Force (RAF). Letoun byl původně využíván hlavně pro protiponorkový boj a námořní hlídkování. Později byl upraven i pro úkoly letounu včasné výstrahy a velení, vyhledávací a záchranné akce a další úkoly. V letech 1957 až 1984 sloužil letoun i v rámci South African Air Force (SAAF). Letoun nesl jméno polárního badatele Ernesta Shackletona.

## Vývoj a popis letounu

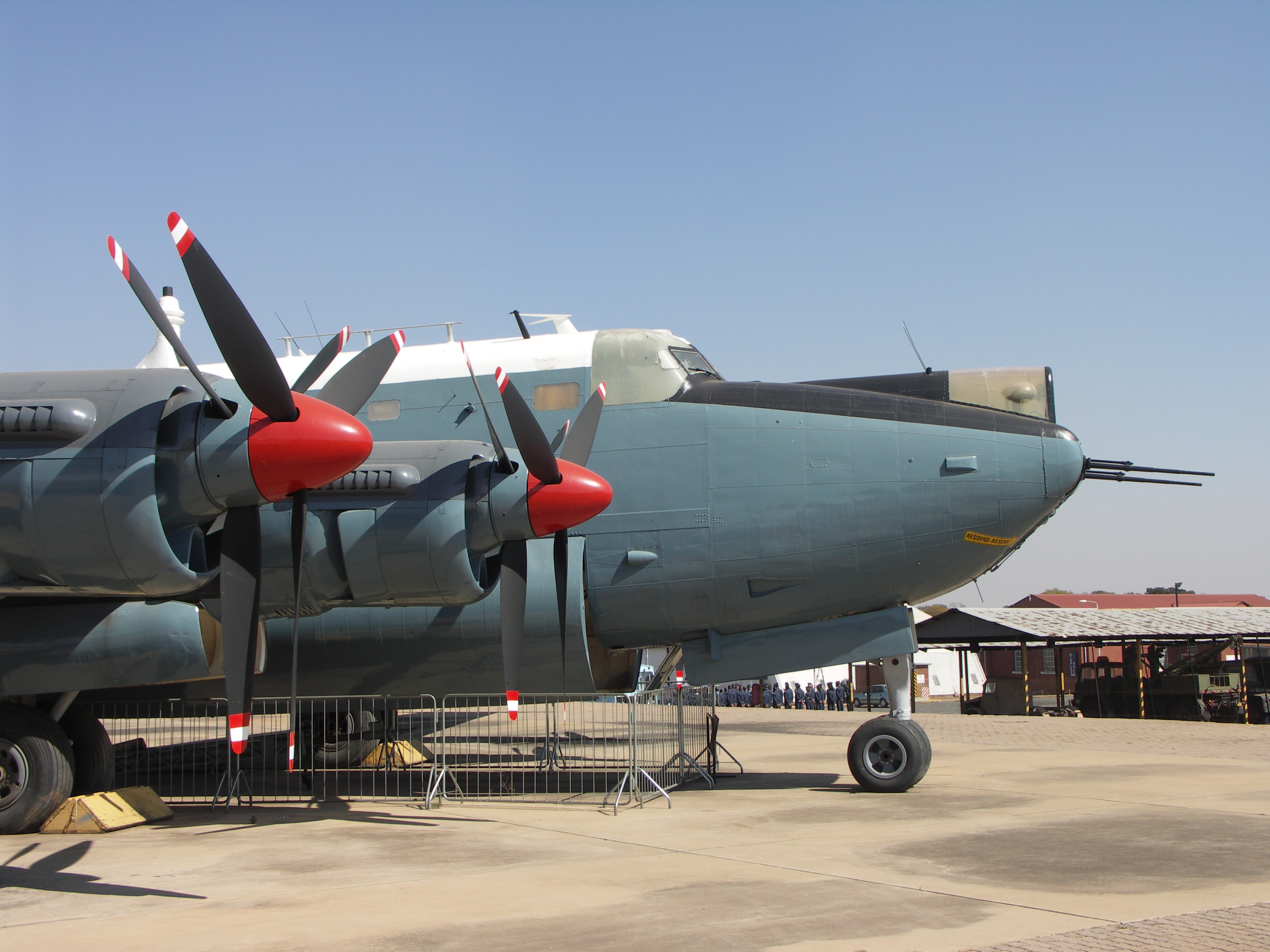
Protiběžné vrtule

### Historické pozadí
Před druhou světovou válkou i na jejím počátku prováděly námořní hlídkovou službu převážně hydroplány. Německé ponorky však brzy zjistily, že dosah těchto letounů není neomezený a přesunuly své působení do oblastí, které ležely mimo dosah těchto letounů. Velitelství RAF přemýšlelo, jak tuto mezeru v Atlantiku odstranit. Řešením byla úprava těžkých bombardérů Boeing B-17 Fortress a Consolidated B-24 Liberator, které sice startovaly z pobřeží, ale díky tomu, že nenesly zbytečnou zátěž, mohly nést více paliva a výzbroje.
Po válce byly tyto letouny, které byly pořízeny na základě Smlouvy o půjčce a pronájmu, vráceny do Spojených států. Po nějakou dobu jejich práci vykonávaly upravené letouny Avro Lincoln, potřeba nových námořních hlídkových protiponorkových strojů však byla stále naléhavější. Proto RAF přímo objednalo u společnosti Avro 29 nových letounů (plus tři prototypy) na základě specifikací 42/46 z 21. března 1946.

### Vývoj prototypů a prvních verzí
Letoun byl navržen Royem Chadwickem a jeho týmem jako zcela nový typ Avro Typ 696. Letoun byl odvozen od bombardéru Avro Lincoln a dopravního letounu Avro Tudor. Oba tyto letouny byly odvozeny od úspěšného válečného těžkého bombardéru Avro Lancaster, což byl jeden z prvních letounů konstruktéra Roye Chadwicka. Z letounu Lincoln převzal střední část křídel a ocas a z letounu Tudor převzal konce křídel a podvozek. Širší a hlubší trup byl zcela nový. Letoun byl poháněn čtyřmi motory Rolls Royce Merlin. Během vývoje byl letoun znám pod označením Lincoln ASR.3.
Tento návrh byl přijat. Motory Rolls-Royce Merlin však byly nahrazeny výkonnějšími a většími motory s nižšími otáčkami Rolls-Royce Griffon 57 a 57A (vnější motory byly typu 57 a vnitřní motory byly typu 57A), které měly dvě protiběžné vrtule o průměru 4m, které vytvářely značný hluk. Tento hluk ohrožoval sluch posádek letounů. Motory Rolls-Royce Griffon byly použity přes svou vyšší hmotnost, protože poskytovaly výkon srovnatelný s motory Merlin při nižších otáčkách, což značně přispělo k efektivnějšímu využití paliva při letech v hustším vzduchu v nižších výškách. Úkolem letounu byl lov nepřátelských ponorek, přičemž trávil i několik hodin ve výškách nižších než 500 stop nad hladinou moře. V hantýrce RAF se tomu říkalo „loitering“ (loudání). Další výhodou bylo menší namáhání a opotřebení motorů, což zvyšovalo jejich spolehlivost. Pokud by byly použity motory Merlin, musely by běžet na podstatně vyšší výkon mnoho hodin. Při použití konvenčních vrtulí by bylo nutné zvětšit jejich průměr, aby mohl být využit větší výkon a kroutící moment motorů Griffon. To však nebylo možné kvůli výšce podvozku a umístění motorových gondol na křídlech letounu Lincoln. Tento problém byl vyřešen použitím dvojic protiběžných vrtulí, které toto umožnily i při zachování průměru vrtulí.
Letoun Shackleton byl navrhován během stále ještě probíhající Bitvy o Atlantik. V té době byly všechny podmořské cíle na dieselelektrický pohon. Tyto ponorky měly velice malou výdrž pod hladinou. Byly limitovány zásobou vzduchu pro posádku a kapacitou baterií pro pohon elektromotorů pro plavbu pod hladinou. Objevená ponorka tak nemohla plout pod hladinou příliš daleko od místa, kde byla objevena. Pak mohl hlídkový letoun povolat hladinová plavidla určená pro boj proti ponorkám nebo bojovat proti ponorce vlastními prostředky. Z těchto důvodů byla vytrvalost ve vzduchu, tedy co nejdelší doba strávená ve vzduchu, pro tento typ letounu prioritní na rozdíl od jiných typů letounů, kde je prvořadý dolet. Jakmile byla jednou ponorka zjištěna, bylo možná nezbytné zůstat na pozici posledního kontaktu po celý den (nebo noc), aby bylo zabráněno ponorce vynořit se a uniknout z oblasti vyšší rychlostí při plavbě na hladině. Po celou dobu, kdy letoun bránil ponorce ve vynoření, posádka ponorky vyčerpávala dýchatelný vzduch a energii z baterií až byla nakonec přinucena k vynoření. V té chvíli mohla být napadena samotným hlídkujícím letounem, který nesl ze vzduchu shazované hlubinné pumy.
V případě, že ponořená ponorka nabíjela své baterie a doplňovala zásoby vzduchu pomocí šnorchlu, mohla být odhalena pomocí ASV radaru letounu a mohl na ní rovněž zaútočit. Výhodou navíc bylo, že odhalení šnorchlu jen ještě víc upřesnilo pozici ponorky a hloubku, ve které se nachází.
První testovací let prototypu letounu Avro Type 696 Shackleton General Reconnaissance Mark I neboli zkráceně GR.1, číslo VW126, byl uskutečněn 9. března 1949 hlavním zkušebním pilotem společnosti Avro, kterým byl J.H. "Jimmy" Orrell. Při vývoji letounu byl dáván velký důraz na odpovídající podmínky pro posádku, která musela trávit v letounu mnoho hodin. Špatné podmínky by snižovaly efektivitu posádky. První prototyp nesl mimo kanónů v hřbetní věžičce i po jednom kanónu na každé straně trupu a dvojici kulometů ve věžičce na zádi. Následoval prototyp VW131, který byl testován v tropických podmínkách v Súdánu. Tento prototyp měl již výzbroj jen ve hřbetní věžičce. Třetí prototyp VW135 již téměř odpovídal sériovým strojům, protože do něj byly zapracovány všechny poznatky z testování předešlých prototypů. Sériové letouny GR.1 byly přeznačeny na Maritime Reconnaisance Mark I – MR.1.
V letech 1950–51 bylo dodáno prvních 29 letounů. Následovala malá úprava letounu, která spočívala v tom, že letoun byl osazen pouze motory Rolls-Royce Griffon 57A. Do července 1952 bylo dodáno 48 (i když bylo původně objednáno 58 letounů) těchto letounů s označením MR.1A. Letouny předchozí verze byly upraveny na tuto verzi v letech 1955–56.

### Další verze a přestavby

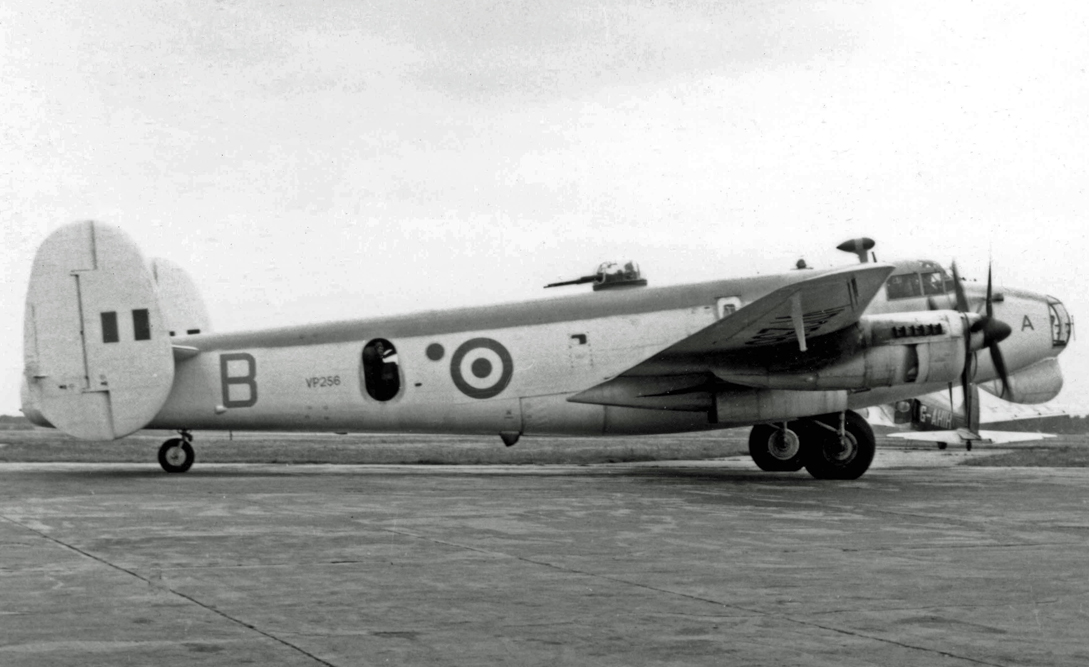
Shackleton MR.1 z 269. perutě RAF v roce 1953

MR.2 byla vylepšenou verzí letounu, na které byly uplatněny poznatky a zkušenosti z letů na předchozí verzi. Nejprve byl upraven první prototyp letounu VW126 přestavěn pro aerodynamické testování nového tvaru a následně byl sériový letoun WB833 MR.1A přímo na výrobní lince přestavěn na prototyp této nové verze, který poprvé vzlétnul 17. června 1952. Zkoušky nového letounu byly úspěšné, a proto posledních 10 objednaných letounů MR.1A bylo již postaveno jako MR.2.
Přední i ocasní část letounu byla prodloužena, ocasní plochy byly přepracovány a zesílen byl i podvozek. Radar byl přemístěn z nosu letounu pod jeho břicho za pumovnici, tím bylo zlepšeno jeho pokrytí, které nyní činilo celých 360°, a zároveň byla minimalizována hrozba jeho poškození od srážky s ptáky. Radar byl částečně zatahovací do trupu. V nové přídi letounu byla instalována dvojice kanónů 20mm. Prodloužená kuželová záď byla průhledná a sloužila jako stanoviště pro vyhodnocení výsledku útoku. Celkem bylo postaveno 70 letounů této verze, i když jeden byl přestavěn z verze MR.1A.
Avro Type 716 Shackleton MR.3 byla další vylepšená varianta letounu (postavená na základě třetího vydání specifikací R.5/46 z 18.11.1953), která reagovala na připomínky posádek letounů. Letoun dostal nový tříbodový podvozek s příďovým podvozkem (na rozdíl od ocasního kolečka u předchozích typů), trup zvětšený ve všech hlavních rozměrech a nová křídla s pevnými palivovými nádržemi na koncích křídel. Pro vylepšení podmínek pro posádku, která v letounu trávila i 15 hodin ve vzduchu, byla vylepšena zvuková izolace letounu, na palubu byla instalována větší palubní kuchyňka a místa na spaní. Více místa v letounu bylo získáno i odstraněním hřbetní věžičky. Posádka dostala i nová pohodlnější sedadla. Původní výfuky na motorech byly nahrazeny uzavřeným celkem, který odvedl výfukové plyny a hluk pod křídla. Prototyp letounu MR.3 (WR970) poprvé vzlétnul 2. září 1955. Během následujících zkoušek však havaroval, čtyři členové posádky zahynuli. Pro RAF bylo vyrobeno dalších 33 strojů. V roce 1957 bylo dalších 8 strojů vyrobeno pro Jihoafrické letectvo.
Letouny podstoupily i další úpravy. 17 letounů MR.1 a MR.1A bylo upraveno pro trénink navigátorů, tyto letouny nesly označení  T.4. Tyto letouny měly instalováno další místo pro instruktora, jelikož byla odstraněna hřbetní věžička s kanóny. Rovněž pro výcvik posádek bylo upraveno 10 letounů verze MR.2, které nesly označení  T.2
Poslední úprava podstatně prodloužila operační službu dvanácti letounů verze MR.2. Na tyto letouny byl nainstalován radar, který původně nesly vyřazené letouny Fairey Gannet. Stroje sloužily jako letouny včasné výstrahy pod označením  AEW.2 až do začátku 90. let 20. století.
Letouny v činné službě byly neustále průběžně vylepšovány jak po stránce vybavení, elektronických přístrojů, detektorů i zbraní. Soubory těchto vylepšení byly označeny Phase I, Phase II a  Phase III. Těmito vylepšeními procházely letouny všech verzí, které se nacházely v činné službě. Některé letouny MR.2 obdržely i některé vybavení určené původně jen pro verzi MR.3. Tyto letouny byly známé pod označením MR.2C. Největším souborem změn byla Phase III, která zahrnovala i změny ve struktuře letounu. Všechny letouny Phase III mohly nést jaderné hlubinné pumy. Motory těchto strojů nesly označení Griffon 58 (pouze malé změny na olejovém systému).
Kvůli těmto vylepšením vzrostla vzletová hmotnost letounů MR.3 Phase III natolik, že bylo nutné umístit na letoun pomocné proudové motory Armstrong Siddeley Viper Mk.203, které byly používány jen pro start letounu. Tyto proudové motory byly instalovány na vnější gondoly vzadu pod motory Griffon. Jihoafrické letouny byly rovněž průběžně vylepšovány, kvůli zbrojnímu embargu vůči Jihoafrické republice již na ně nebyly instalovány pomocné proudové motory Viper.
Avro Type 719 Shackleton IV, později známý jako MR.4, byla projektovaná varianta letounu, která měla používat vysoce úsporné motory Napier Nomad. Projekt letounu Shackleton IV byl zrušen v roce 1955.

### Popis
Avro Shackleton byl klasický středoplošník poháněný čtyřmi motory Rolls-Royce Griffon. Každý motor poháněl šestilistou (2× tři listy) protiběžnou vrtuli. Ocasní plochy byly odvozeny od letounů Avro Lancaster a Avro Lincoln s dvojitými svislými ocasními plochami. Na rozdíl od těchto letounů však vodorovné ocasní plochy vycházely z horní části trupu místo z jeho středu. Motory letounu produkovaly značný hluk, a proto byl letoun vybaven zvukovou izolací, která byla neustále vylepšována. Výsledek však nikdy nebyl ideální.
Posádku tvořilo 10 námořních letců. Složení posádky: 2 piloti, 2 navigátoři, palubní inženýr a pět dalších členů posádky, kteří ovládali elektronické přístroje, kanóny a obsazovali pozorovací stanoviště v trupu letounu.
Letoun nesl celou řadu přístrojů pro průzkum a detekci ponorek. K této výstroji patřily sonarové bóje, detektor výfukových plynů dieselových motorů a po krátkou dobu i nespolehlivý detektor magnetických anomálií. Všechno vybavení bylo během služby průběžně modernizováno. Výzbroj tvořilo 9 bomb nebo 3 torpéda nebo 3 hlubinné pumy v pumovnici letounu a kanóny Hispano 20 mm v trupu letounu.

## Operační historie

### Britské královské letectvo (RAF)

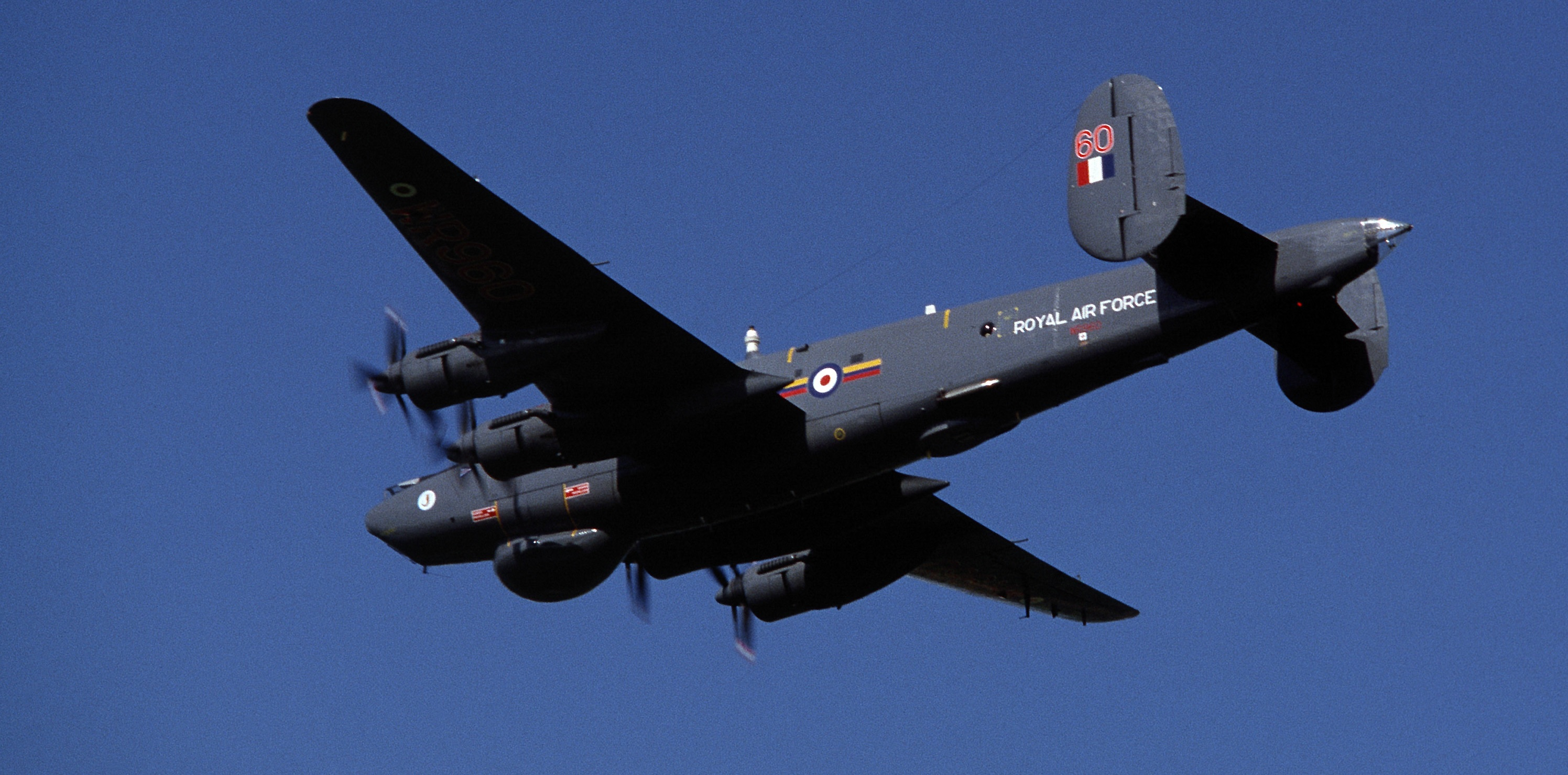
8.peruť RAF používala letouny Shackleton AEW.2 od roku 1973 do 1991

První bojeschopné letouny MR.1 obdrželo Pobřežní velitelství RAF v dubnu 1951 a svůj první ostrý operační křest letouny prožily během Suezské krize.
Všechny varianty letounů trpěly používáním motorů Rolls-Royce Griffon, které měly velkou spotřebu paliva i oleje, byly hlučné, poruchové a náročné na údržbu. Například v roce 1961, potřebovaly motory letounů MR.2 velkou údržbu každých 400 hodin. Nebylo neobvyklé vidět výměnu některého motoru každý den u jednotky, která měla šest strojů. Neustále se uvažovalo o jejich výměně, ale k plánované výměně motorů za motory Napier Nomad nikdy nedošlo.
Shackletony byly používány v Adenu (dnešní Jemen) proti vzbouřeným kmenům. Letouny shazovaly letáky s varováním, aby lidé opustili oblasti, které měly být následující den bombardovány. Letouny posloužily i při řešení dalších koloniálních a lokálních konfliktů, např. v Britské Guyaně, Bruneji, Indonésii a Jižní Rhodésii. Letouny také prováděly propagační lety po celém světě. Účastnily se i několika leteckých rekordů, např. ze 17. na 18. února 1959 Shackleton MR.3 prováděl vytrvalostní let kolem Kanárských ostrovů a podařilo se mu zůstat ve vzduchu 24 hodin a 21 minut. Tento rekord byl překonán o 4 roky později v březnu 1963, kdy se letounu MR.2 Phase II podařilo ve vzduchu vydržet 24 hodin a 36 minut. Letouny byly rovněž používány pro námořní a meteorologické hlídkování při testech britských jaderných zbraní v Tichomoří.
Potřeba nahrazení Shackletonů poprvé vyvstala na počátku 60. let 20. století. Dodání letounů Hawker Siddeley Nimrod v roce 1969 ukončilo službu letounu v jeho hlavní roli u RAF (v JAR až do roku 1972). Předpokládané vyřazení letounu bylo zrušeno, protože vyvstala potřeba letounů včasné výstrahy (AEW), které by působily nad Severním mořem a severním Atlantikem, protože byly vyřazeny letouny Fairey Gannet. Tyto letouny (MR.2) byly od roku 1972 označeny AEW.2. Mělo to však být provizorní řešení. Jejich náhrada letouny BAE Systems Nimrod AEW3 se však neustále protahovala, až RAF tento záměr opustilo a v roce 1991 pořídilo letouny E-3 Sentry.

### Jihoafrické letectvo

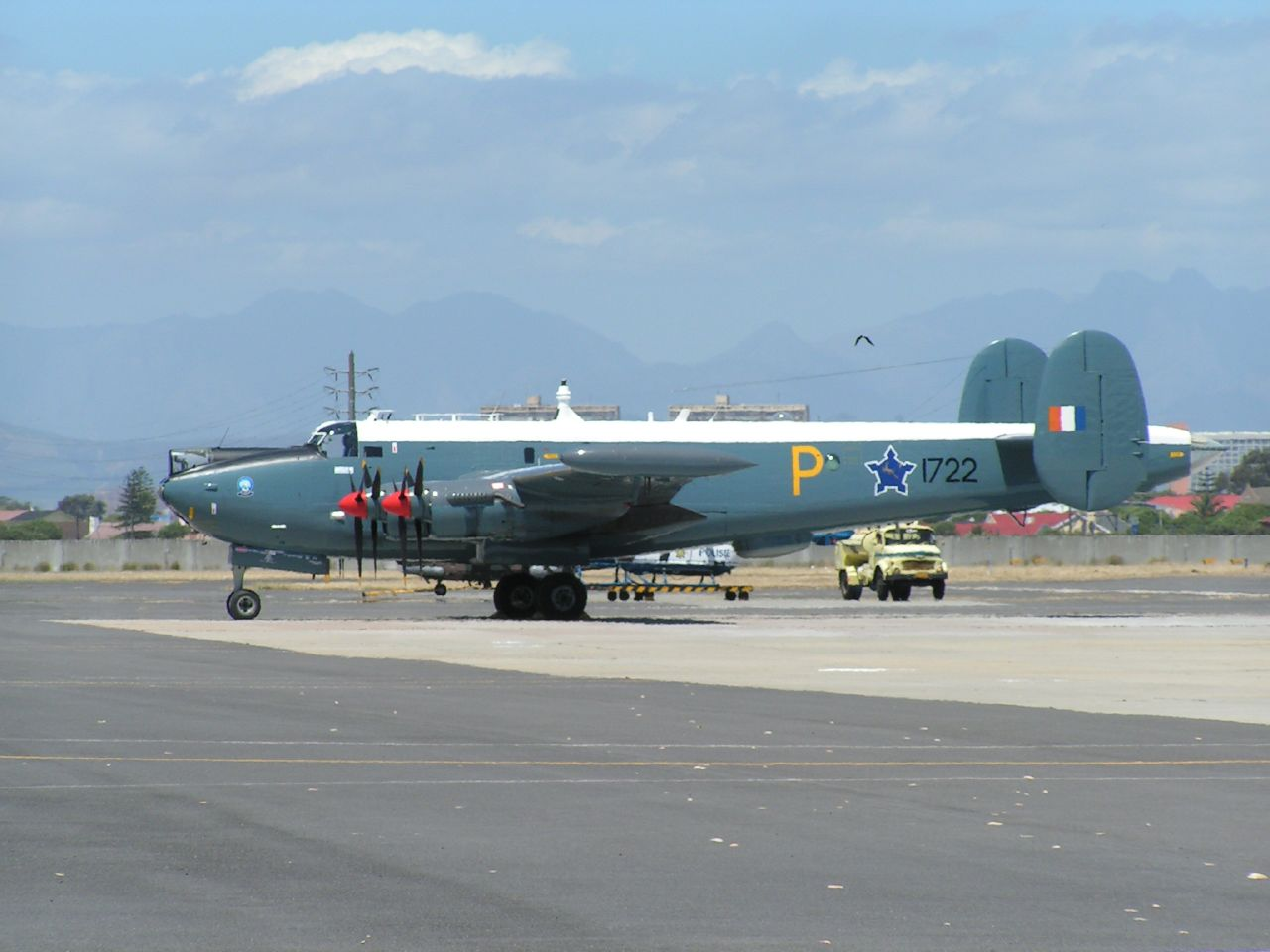
SAAF 1722 – poslední létající Shackleton.

Po zhodnocení čtyř letounů MR.2 RAF v roce 1953 Jihoafrické letectvo objednalo osm letounů k nahrazení strojů Short Sunderland pro námořní hlídkovou službu. Pro podmínky v Jihoafrické republice však byly nutné nějaké drobné úpravy a to nakonec vedlo k tomu, že byly dodány letouny MR.3. Tyto Shackletony sloužily v námořní hlídkové službě u 35. perutě SAAF až do listopadu 1984. Letoun obdržel SAAF čísla 1716 do 1723. Jihoafrické letouny MR.3 neodpovídaly přesně letounům MR.3 RAF, ačkoliv pouze v detailech. Tyto jihoafrické letouny byly rovněž průběžně vylepšovány, ale neobdržely například pomocné proudové motory jako stroje ve službách RAF.
Ačkoliv byl tento vtip aplikován na více letounů, tak se Shackletonům říkalo „Sto tisíc nýtů letících v těsné formaci“.

## Dochované exempláře
Do dnešních dnů se dochovaly následující letouny (stav k 23.2.2010). Mimo níže uvedených letounů se zachovaly i fragmenty dalších letounů pro muzejní účely.

### Letuschopné stroje
- SAAF 1722 je jediný zbývající letuschopný letoun Shackleton. Letoun vlastní a používá Jihoafrické muzeum vojenského letectva (South African Air Force Museum) na letecké základně Ysterplaat. Je to jeden z osmi strojů, které používalo Jihoafrické letectvo od roku 1957 do roku 1984. Dnes je občas předváděn při leteckých dnech.

### Statické exponáty
- MR.2C WL795 vystavený na základně RAF St. Mawgan, Anglie.
- MR.2 WR963 v péči společnosti "Shackleton Preservation Trust", letoun je schopný pojíždění, letiště Coventry, Anglie.
- AEW.2 WR960 vystavený v Muzeu vědy a průmyslu v Manchesteru, Anglie.
- MR.3 WR971 vystavený v „Fenland & West Norfolk Aviation Museum“, Wisbech, Anglie.
- MR.3 WR974 vystavený v „Gatwick Aviation Museum“, Charlwood, Surrey, Anglie; motory jsou schopné běhu.
- MR.3 WR977 vystavený v „Newark Air Museum“, Winthorpe, Notts, Anglie.
- MR.3 WR982 vystavený v „Gatwick Aviation Museum“, Charlwood, Surrey, Anglie.
- MR.3 WR985 v soukromém vlastnictví v Long Marston, Warwickshire, Anglie.
- MR.3 XF708 vystavený v „Imperial War Museum“, Duxford, Cambs, Anglie.
- AEW.2 WL747 stojící opuštěný na západním konci ranveje na letišti Paphos, Kypr.
- AEW.2 WL757 stojící opuštěný na západním konci ranveje na letišti Paphos, Kypr.
- MR.3 XF700 opuštěný a zanedbaný v Nicosii, Kypr.
- AEW.2 WL790 vystavený v „Pima Air & Space Museum“, Tucson, Arizona, USA.
- SAAF 1716 ('Pelican 16') byl znovu zprovozněn v roce 1994, ale v témže roce při letu do Velké Británie havaroval na Sahaře. Během nehody nedošlo ke ztrátě nikoho z posádky, ale letoun byl opuštěn v poušti.[13]
- SAAF 1717 je vystaven v dopravním muzeu ve městě Stanger, KwaZulu Natal, JAR.
- SAAF 1720 je vystaven na letecké základně Ysterplaat, poblíž Kapského Města, JAR.
- SAAF 1721 je vystaven v muzeu Jihoafrického letectva na letecké základně Swartkop, Tshwane, Pretoria, JAR.
- SAAF 1723 je vystaven v „Vic's Viking Garage“ vedle dálnice N1 v Soweto, Johannesburg, JAR.

## Varianty

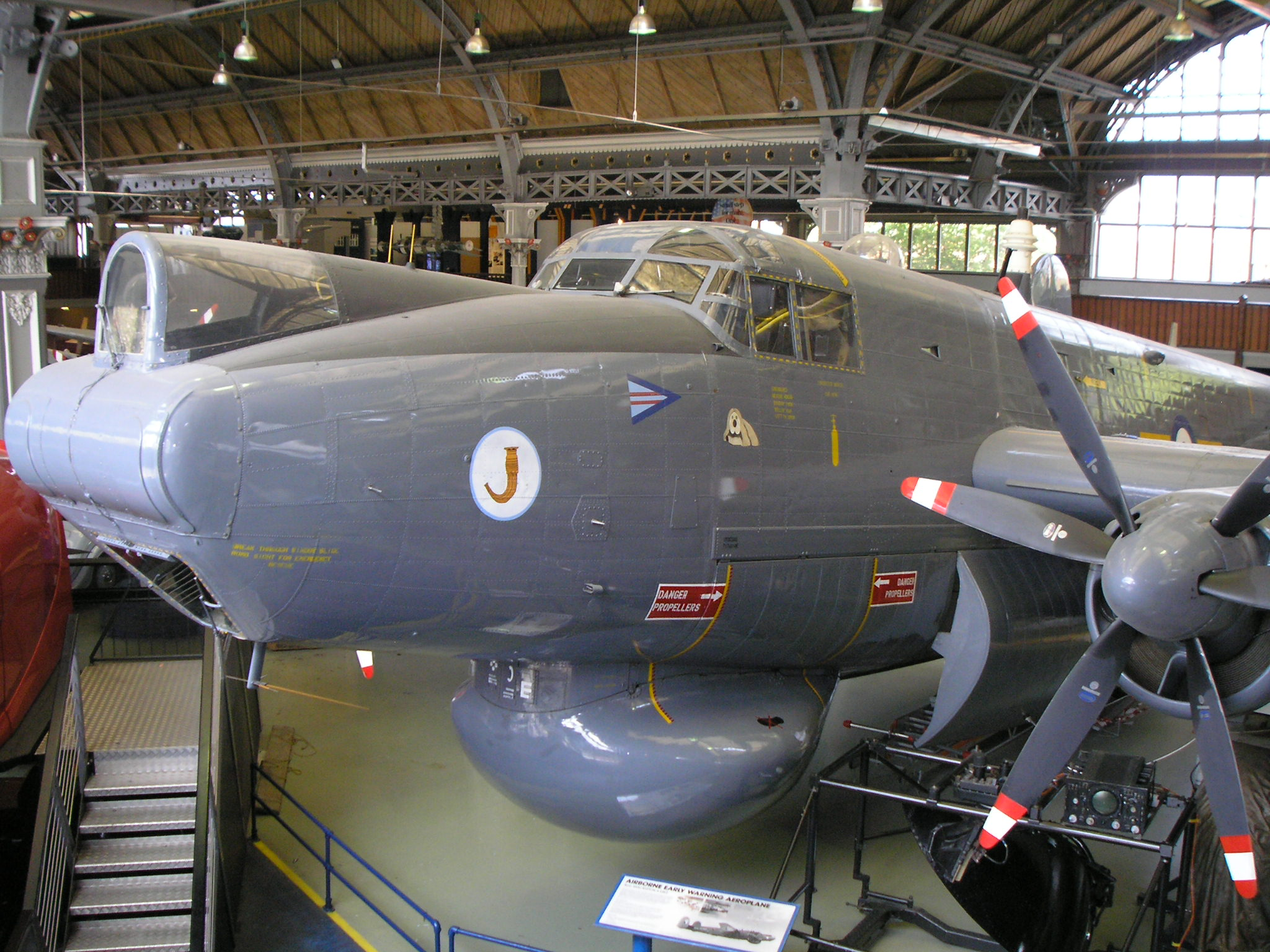
Shackleton AEW.2 vystavený v Muzeu vědy a průmyslu v Manchesteru

Mimo uvedených verzí byly nejprve postaveny 3 prototypy s označením VW126, VW131 a VW135.
Shackleton GR.1
Původní výrobní varianta letounu pro RAF, později přeznačená na Shackleton MR.1. Vyrobeno 29 strojů.
Shackleton MR.1A
Verze poháněná čtveřicí pístových motorů Griffon 57A V12. Vyrobeno 48 strojů. (Pozn. Některé publikace uvádějí 47 vyrobených strojů, protože nezahrnují stroj č. WB833, který byl přestavěn na variantu MR.2 jako její prototyp.)
Shackleton MR.2
Verze s prodlouženým nosem a krytem radaru přemístěným pod břicho letounu za pumovnici. Letoun byl vybaven stanovištěm pozorovatele na ocase letounu. Vyrobeno 69 strojů a jeden stroj přestavěn z verze MR.1A. (Pozn. Některé publikace uvádějí 70 vyrobených strojů, protože zahrnují i stroj č. WB833, který byl přestavěn z verze MR.1A na prototyp MR.2.)
Shackleton MR.3
Významně přepracovaná verze letounu. Záďové kolečko bylo nahrazeno tříbodovým podvozkem s příďovým kolem. Letoun měl palivové nádrže na koncích křídel. Letoun měl kanóny instalované pouze v přídi. Vyrobeno 34 strojů pro RAF a 8 strojů pro SAAF.
Shackleton MR.3 Phase 3
Letouny verze MR.3 osazené dvojicí proudových motorů Bristol Siddeley Viper pro zvýšení tahu při startu letounu.
Shackleton MR.4
Projekt nové námořní průzkumné verze s použitím motorů Napier Nomad. Letoun nebyl postaven.
Shackleton AEW.2
Letoun včasné výstrahy. Jedná se o letouny MR.2 upravené pro nesení radaru včasné výstrahy z letounů Fairey Gannet. Bylo přestavěno 12 letounů z verze MR.2.
Shackleton T.4
Letoun upravený pro trénink navigátorů. Bylo přestavěno 17 letounů z verzí MR.1 a MR.1A.
Shackleton T.2
Letoun výcvik posádek. Bylo přestavěno 10 letounů z verze MR.2.
Poznámka ke značení verzí letounu:
V různých publikacích je použito mírně odlišné značení jednotlivých verzí. Například první výrobní verze letounu má celý oficiální název „Maritime Reconnaisance Mark I“. V literatuře je tato verze označována zkráceně jako MR.1, M.R.1, MR 1, Mk. 1 nebo M.R. Mk.1. Pro účely tohoto článku je používáno značení verzí z anglické wikipedie (MR.1).

## Specifikace (Shackleton MR.2)

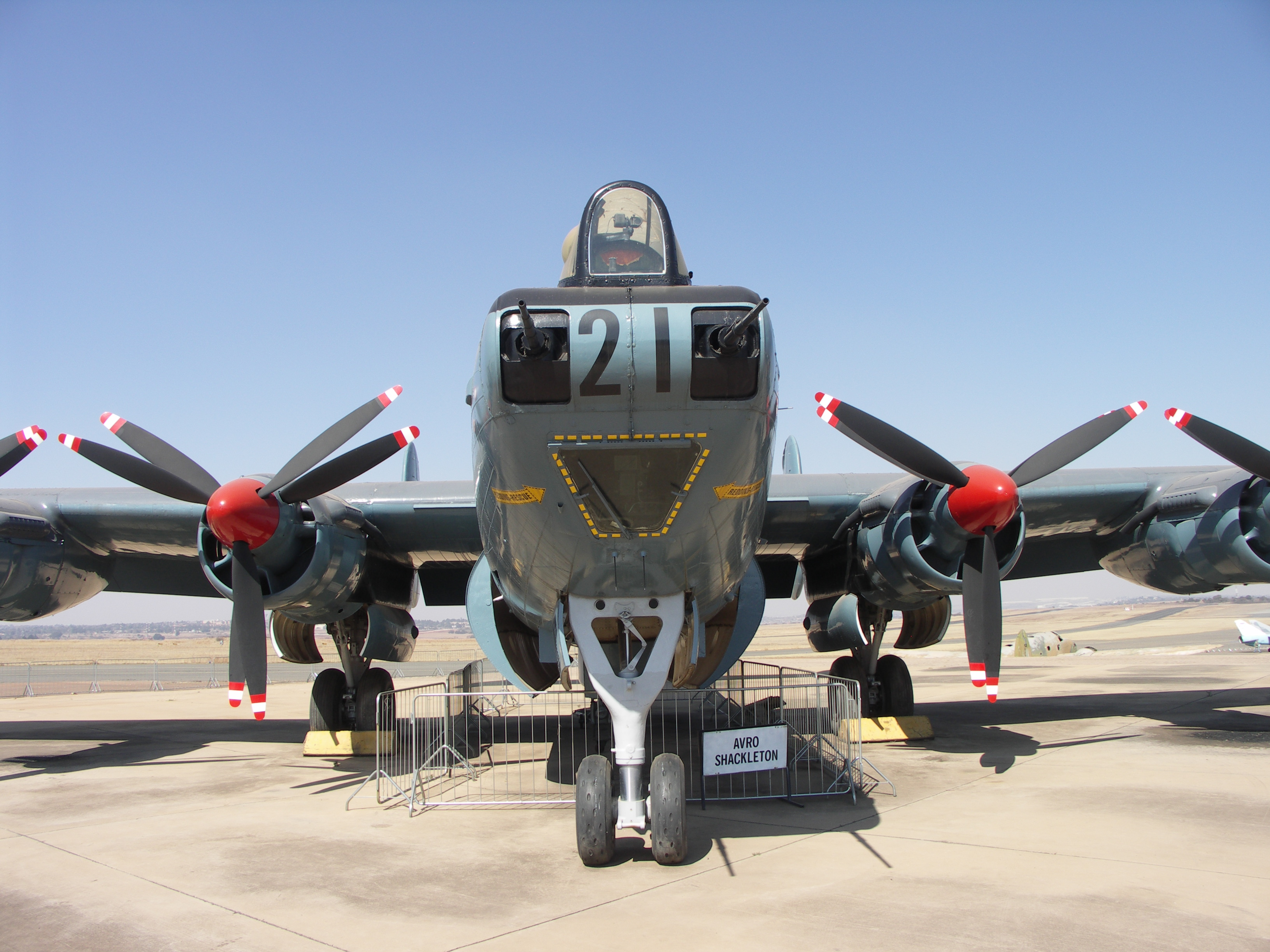
Dvojice kanónů 20 mm Hispano v nose letounu

Technické údaje pocházejí z publikace "Avro (Hawker Siddeley) Shackleton Mks. 1 to 4" a z webu www.avroshackleton.com.

### Technické údaje
- Posádka: 10
- Rozpětí: 36,58 m
- Délka: 26,62 m
- Výška: 5,11 m
- Nosná plocha: 132 m²
- Plošné zatížení: 300 kg/m²
- Prázdná hmotnost: 23 315 kg
- Max. vzletová hmotnost : 39 000 kg
- Pohonná jednotka: 4× pístový motor Rolls-Royce Griffon 57 V12
- Výkon pohonné jednotky: 1 960 k (1 460 kW)

### Výkony
- Cestovní rychlost: 290 až 322 km/h (156 – 174 uzlů, 180 – 200 mph) ve výšce 457 – 1524 m
- Maximální rychlost: 480 km/h (260 uzlů, 299 mph) ve výšce 3 660 m (12 000 stop)
- Dolet: 3 667 km (1 980 námořních mil) (14,6 h s rezervou 20% paliva)
- Dostup: 6 200 m (20 200 stop)
- Stoupavost: 4,7 m/s (280 m/min)
- Poměr výkon/hmotnost: 91 k/lb (0,15 kW/kg)

### Výzbroj
- 2× letecký kanón Hispano Mark V ráže 20 mm
- 4 536 kg (10 000 lb) bomb, torpéd, min, konvenčních nebo jaderných hlubinných pum (např. Mk 101 Lulu).

## Uživatelé
Jihoafrická republika

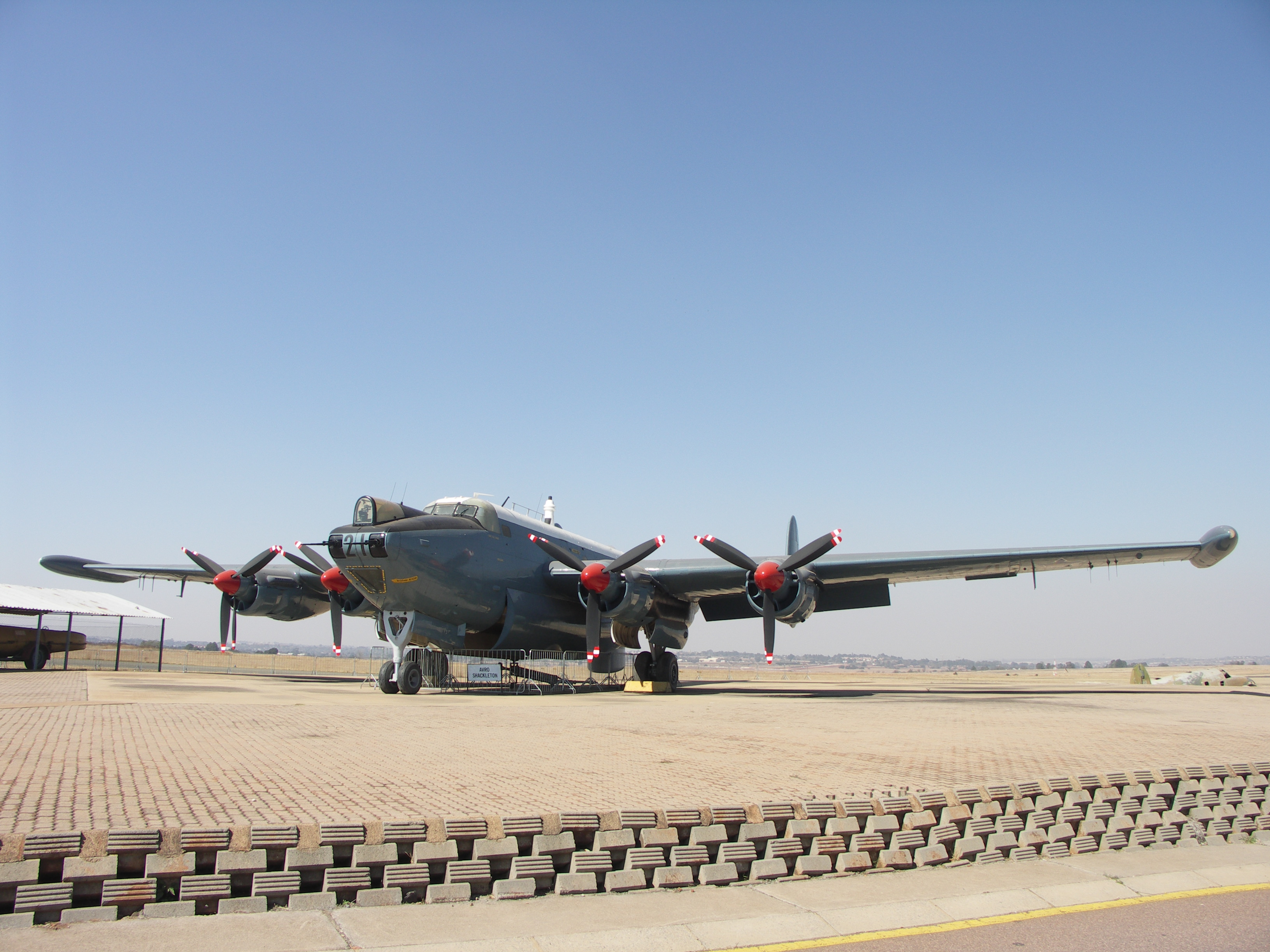
Vyřazený Mk 3, SAAF 1721, vystavený nastálo na letecké základně Swartkop

- South African Air Force – obdrželo 8 letounů.

 Spojené království
- Royal Air Force (Coastal Command)

### Použitá literatura
- Harlin, E.A. and G.A. Jenks. Avro: An Aircraft Album. Shepperton, Middlesex, UK: Ian Allen, 1973. ISBN 0-7110-0342-4.
- Holmes, Harry. Avro: The History of an Aircraft Company. Wiltshire, UK: The Crowood Press, 2004. ISBN 1-86126-651-0.
- Howard, Peter J. "Avro (Hawker Siddeley) Shackleton Mks. 1 to 4". Aircraft in Profile, Volume 13. Windsor, Berkshire, UK: Profile Publications Ltd., 1973, str. 193–217. ISBN 0-85383-022-3.
- Jackson, Aubrey J. Avro Aircraft since 1908. London: Putnam, 1965. ISBN 0-85177-797-X.
- "SHACKLETON The New Avro General Reconnaissance Aircraft for Coastal Command" –Flight, 18. května 1950

#### Související vývoj
- Avro Lancaster
- Avro Lincoln
- Avro Tudor

#### Podobná letadla
- Breguet Atlantic
- Canadair CL-28
- Lockheed P-2 Neptune
- Lockheed P-3 Orion
- Tupolev Tu-95